# オサ (レーダー)
オサ（ロシア語: Оса）はロシア連邦のV・V・チホミーロフ記念機器製作科学研究所（NIIP）が開発した、小型パッシブ・フェーズドアレイ（PESA）レーダーである。名称のオサはスズメバチ上科のうち捕食性の大型蜂を意味する。

## 概要
オサはMiG-21のアップグレード用としてファゾトロン-NIIRが開発したコピヨーとモスキートレーダーと競わせる為に開発され、PESAレーダーとしてはかなり小型に作られている。空対空ではRCSが5m2の目標なら85km、TWSモードでも65kmで探知できる性能を持ち、同時に8目標を探知し、内4目標を追尾して攻撃することが可能である。

## 搭載機
- MiG-21

MiG-21-93のプロトタイプに搭載。
- MiG-29UBT «9.52»

MiG-29UBTのブルー52にオサ2が搭載され試験が実施されたのみ。試験機は1999年のMAKSで展示された。
- MiG-AT[7]
- Yak-130

コピヨーMとの選択式で搭載可能